# Rohnert Park
Rohnert Park is een plaats (city) in de Amerikaanse staat Californië, en valt bestuurlijk gezien onder Sonoma County. De hoofdcampus van de Sonoma State University bevindt zich in Rohnert Park.

## Demografie
Bij de volkstelling in 2000 werd het aantal inwoners vastgesteld op 42.236.
In 2006 is het aantal inwoners door het United States Census Bureau geschat op 41.083, een daling van 1153 (-2,7%).

## Geografie
Volgens het United States Census Bureau beslaat de plaats een oppervlakte van
16,7 km², geheel bestaande uit land.

## Plaatsen in de nabije omgeving
De onderstaande figuur toont nabijgelegen plaatsen in een straal van 16 km rond Rohnert Park.